# Saint-Hélen
Saint-Hélen é uma comuna francesa na região administrativa da Bretanha, no departamento Côtes-d'Armor. Estende-se por uma área de 17,09 km². Em 2010 a comuna tinha 1 540 habitantes (densidade: 90,1 hab./km²).